# Hypocacculus gienae
Hypocacculus gienae är en skalbaggsart som beskrevs av Vienna och Kanaar 1996. Hypocacculus gienae ingår i släktet Hypocacculus och familjen stumpbaggar. Inga underarter finns listade i Catalogue of Life.